# Варницкий, Николай Демьянович
Варницкий Николай Демьянович (ок. 1795 — после 1857) — контр-адмирал Российского императорского флота.
Брат вице-адмирала А. Д. Варницкого  (1805—1870).

## Биография
Родился около 1795 года. 
С 25 ноября 1808 года учился в Черноморском штурманском училище в Николаеве; 31 мая 1813 года был произведён в гардемарины и 21 июня 1815 года, после окончания училища, — в мичманы гребного флота.
В 1816—1819 годах плавал на различных транспортных судах по Чёрному морю; 27 февраля 1820 года был произведён в лейтенанты. На корабле «Норд-Адлер» перешёл с места его постройки из Николаева в Севастополь, крейсировал в Чёрном море. В 1821 году плавал на бриге «Орфей» с николаевскими гардемаринами и штурманскими учениками по черноморским портам.
В 1822 году состоял в ведомстве Николаевской контрольной экспедиции. В следующем году, командуя отрядом из 8 военных лодок, плавал между Николаевом и Херсоном. В 1824 году командовал транспортным бригом «Николай», плавал у крымских берегов. В 1825—1828 годах командуя транспортом «Верблюд», плавал ежегодно по черноморским портам. В 1829—1831 годах командовал транспортами «Александр», «Ингул» и «Пример», плавал в Азовском и Чёрном морях. В июне 1831 года был произведён в капитан-лейтенанты.
В 1832 и 1833 годах командуя транспортом «Ингулец», плавал от Севастополя до Константинополя. В 1833 году награждён турецким султаном золотой медалью. В 1834 году на линейном корабле «Императрица Екатерина II» крейсировал в Чёрном море. В 1835—1838 годах командовал бригантиной «Нарцисс», ежегодно крейсировал y абхазских берегов. 18 января 1839 года произведён в капитаны 2 ранга со старшинством с 6 декабря 1838 года. В 1839 −1843 годах командовал фрегатом «Энос», плавал y восточных берегов Чёрного моря, доставлял войска и грузы в укрепленные пункты Кавказской линии. В 1840 году непродолжительное время командовал 28-м флотским экипажем, в том же году награждён орденом Святой Анны 3-й степени.
В 1844—1846 годах командовал 44-м флотским экипажем в Севастополе. В 1847 году командовал фрегатом «Коварна»; 30 августа 1848 года произведён в капитаны 1 ранга, а 26 ноября был награждён орденом Святого Георгия (№ 7948) за 25 лет выслуги в офицерских чинах.
В 1848—1849 годах был командиром линейного корабля «Уриил», участвовал в практических плаваниях эскадр кораблей флота в Чёрном море. В 1850 году назначен командиром линейного корабля «Трёх Иерархов». 7 ноября 1851 года произведён в контр-адмиралы с увольнением от службы.
В 1856-57 годах входил в состав Севастопольской генеральной комиссии, возглавляемой вице-адмиралом П. М. Вукотичем по восстановлению Севастополя после Крымской войны.

## Семья
Имел двух сыновей:
- Иван (1827—1855), лейтенант, служил на Черноморском флоте, участвовал в защите Севастополя в период Крымской войны, где и погиб 24 марта 1855 года после ранения разрывной пулей в ногу и последующим раздроблением кости[1][7]. Его имя нанесено на одной из мраморных досок, находящихся в церкви Святого Николая на Братском кладбище Севастополя[8].
- Пётр, капитан-лейтенант, служил на Черноморском флоте и принимал участие в Крымской войне, командовал 21-й батареей на северной стороне Севастополя и был награждён орденом Святого Владимира 2-й степени и золотой саблей. Скоропостижно скончался 7 декабря 1865 года[1][7].